# Municipio de Barkers Creek
El municipio de Barkers Creek (en inglés: Barkers Creek Township) es un municipio ubicado en el  condado de Jackson en el estado estadounidense de Carolina del Norte. En el año 2010 tenía una población de 1.839 habitantes.

## Geografía
El municipio de Barkers Creek se encuentra ubicado en las coordenadas 35°24′41.36″N 83°15′14.53″O / 35.4114889, -83.2540361.